# マイネイサベル
マイネイサベル（欧字名:Meine Isabel、2008年4月11日 - 2022年3月3日）は、日本の競走馬、繁殖牝馬。主な勝ち鞍に2010年の新潟2歳ステークス、2012年の府中牝馬ステークス、2013年の中山牝馬ステークス。
馬名の由来は、冠名＋人名。

## 経歴

### 2歳（2010年）
新潟の芝1400mの新馬戦で松岡正海鞍上でデビューし、6番人気に支持され、直線抜け出してデビュー戦を飾った。続く重賞の新潟2歳ステークスも9番人気だったが直線差しきって重賞初制覇を飾った。しかし続くファンタジーステークスは2番人気に推されるも9着。阪神ジュベナイルフィリーズは6着に敗れる。

### 3歳（2011年）
初戦のクイーンカップは直線追い込むも2着に惜敗。フラワーカップは先行するも直線伸びきれずに4着に敗れる。陣営は桜花賞出走をやめて、オークスに目標にした。フローラステークスは2番人気に推されるも直線追い込みするも5着。オークスも前走と同じく追い込むも6着に敗れた。秋はローズステークスで始動。低支持の10番人気だったが、2着に健闘する。しかし秋華賞後方のまま15着惨敗となる。そして新潟開催となった福島記念は古馬相手に3着に健闘する。

### 4歳（2012年）
中山牝馬ステークスは先行するも4着、福島牝馬ステークスも先行も5着、ヴィクトリアマイルは6着に敗れた。夏は新潟戦を使い、関屋記念は4着、新潟記念はブービーの17着惨敗となった。府中牝馬ステークスは中団から直線抜け出して約2年ぶりの勝利を飾った。エリザベス女王杯は7着に終わった。

### 5歳（2013年）
エリザベス女王杯の後、半年休養して5歳の緒戦となった中山牝馬ステークスではスマートシルエット、オールザットジャズとの競り合いを制して勝利し、重賞3勝目を挙げた。ヴィクトリアマイルは先行策をとり3着に粘り、15番人気だった安田記念は牡馬相手に4着に健闘した。しかしその後は惨敗が続き、愛知杯9着を最後に現役を引退した。引退後は北海道新冠町のビッグレッドファームにて繁殖牝馬となる。その後、2022年3月3日に死亡した。14歳没。

## 競走成績
| 競走日     | 競馬場 | 競走名             | 格   | 距離（馬場）  | 頭 数 | 枠 番 | 馬 番 | オッズ （人気） | 着順 | タイム （上り3F） | 着差 | 騎手     | 斤量 | 1着馬（2着馬）         |
| ---------- | ------ | ------------------ | ---- | ------------- | ----- | ----- | ----- | --------------- | ---- | ----------------- | ---- | -------- | ---- | ---------------------- |
| 2010.07.17 | 新潟   | 2歳新馬            |      | 芝1400m（良） | 18    | 2     | 4     | 17.7（06人）    | 01着 | 1:22.4（35.5）    | -0.0 | 松岡正海 | 54kg | （ポピュラーストック） |
| 0000.09.05 | 新潟   | 新潟2歳S           | GIII | 芝1600m（良） | 17    | 8     | 16    | 26.3（09人）    | 01着 | 1:34.5（33.5）    | -0.0 | 松岡正海 | 54kg | （マイネルラクリマ）   |
| 0000.11.06 | 京都   | ファンタジーS      | GIII | 芝1400m（良） | 17    | 4     | 7     | 05.0（02人）    | 09着 | 1:22.7（35.3）    | 00.4 | 松岡正海 | 54kg | マルモセーラ           |
| 0000.12.12 | 阪神   | 阪神JF             | GI   | 芝1600m（良） | 18    | 3     | 6     | 34.3（06人）    | 06着 | 1:36.1（34.6）    | 00.4 | 松岡正海 | 54kg | レーヴディソール       |
| 2011.02.12 | 東京   | クイーンカップ     | GIII | 芝1600m（稍） | 16    | 2     | 4     | 16.6（05人）    | 02着 | 1:35.5（34.4）    | 00.1 | 松岡正海 | 55kg | ホエールキャプチャ     |
| 0000.03.26 | 阪神   | フラワーカップ     | GIII | 芝1800m（良） | 18    | 8     | 17    | 04.0（02人）    | 04着 | 1:47.6（36.4）    | 00.6 | 松岡正海 | 55kg | トレンドハンター       |
| 0000.04.23 | 東京   | フローラS          | GII  | 芝2000m（重） | 17    | 7     | 13    | 05.0（02人）    | 05着 | 2:03.5（36.6）    | 00.2 | 松岡正海 | 54kg | バウンシーチューン     |
| 0000.05.22 | 東京   | 優駿牝馬           | GI   | 芝2400m（良） | 18    | 8     | 17    | 35.8（06人）    | 06着 | 2:26.2（34.8）    | 00.5 | 松岡正海 | 55kg | エリンコート           |
| 0000.09.18 | 阪神   | ローズS            | GII  | 芝1800m（良） | 14    | 7     | 11    | 39.6（10人）    | 02着 | 1:48.1（33.3）    | 00.0 | 小牧太   | 54kg | ホエールキャプチャ     |
| 0000.10.16 | 京都   | 秋華賞             | GI   | 芝2000m（稍） | 18    | 7     | 15    | 16.1（04人）    | 15着 | 2:00.8（36.7）    | 02.6 | 松岡正海 | 55kg | アヴェンチュラ         |
| 0000.11.20 | 新潟   | 福島記念           | GIII | 芝2000m（重） | 18    | 6     | 11    | 15.7（06人）    | 03着 | 1:59.5（34.5）    | 00.4 | 津村明秀 | 52kg | アドマイヤコスモス     |
| 2012.03.11 | 中山   | 中山牝馬S          | GIII | 芝1800m（重） | 16    | 1     | 1     | 28.4（12人）    | 04着 | 1:51.0（36.5）    | 00.4 | 松岡正海 | 54kg | レディアルバローザ     |
| 0000.04.21 | 福島   | 福島牝馬S          | GIII | 芝1800m（良） | 16    | 7     | 14    | 09.6（06人）    | 05着 | 1:46.5（35.3）    | 00.4 | 松岡正海 | 55kg | オールザットジャズ     |
| 0000.05.13 | 東京   | ヴィクトリアマイル | GI   | 芝1600m（良） | 18    | 2     | 4     | 32.8（10人）    | 06着 | 1:32.9（33.8）    | 00.5 | 松岡正海 | 55kg | ホエールキャプチャ     |
| 0000.08.12 | 新潟   | 関屋記念           | GIII | 芝1600m（良） | 18    | 4     | 8     | 09.1（04人）    | 04着 | 1:32.0（32.9）    | 00.5 | 松岡正海 | 54kg | ドナウブルー           |
| 0000.09.02 | 新潟   | 新潟記念           | GIII | 芝2000m（良） | 18    | 7     | 14    | 18.6（09人）    | 17着 | 1:59.0（34.2）    | 01.4 | 松岡正海 | 54kg | トランスワープ         |
| 0000.10.13 | 東京   | 府中牝馬S          | GII  | 芝1800m（良） | 17    | 7     | 14    | 31.8（10人）    | 01着 | 1:45.5（33.0）    | -0.0 | 松岡正海 | 54kg | （スマートシルエット） |
| 0000.11.11 | 京都   | エリザベス女王杯   | GI   | 芝2200m（重） | 16    | 1     | 1     | 37.3（10人）    | 07着 | 2:16.9（36.3）    | 00.6 | 松岡正海 | 56kg | レインボーダリア       |
| 2013.03.10 | 中山   | 中山牝馬S          | GIII | 芝1800m（良） | 16    | 6     | 11    | 12.7（06人）    | 01着 | 1:48.5（34.3）    | -0.1 | 松岡正海 | 56kg | （スマートシルエット） |
| 0000.04.21 | 福島   | 福島牝馬S          | GIII | 芝1800m（良） | 15    | 6     | 10    | 06.6（03人）    | 02着 | 1:46.4（34.3）    | 00.0 | 松岡正海 | 56kg | オールザットジャズ     |
| 0000.05.12 | 東京   | ヴィクトリアマイル | GI   | 芝1600m（良） | 18    | 1     | 1     | 13.9（05人）    | 03着 | 1:32.5（34.1）    | 00.1 | 柴田大知 | 55kg | ヴィルシーナ           |
| 0000.06.02 | 東京   | 安田記念           | GI   | 芝1600m（良） | 18    | 4     | 8     | 76.0（15人）    | 04着 | 1:31.9（33.5）    | 00.4 | 松岡正海 | 56kg | ロードカナロア         |
| 0000.10.14 | 東京   | 府中牝馬S          | GII  | 芝1800m（良） | 13    | 5     | 6     | 5.1（02人）     | 04着 | 1:49.0（32.4）    | 00.2 | 松岡正海 | 55kg | ホエールキャプチャ     |
| 0000.11.17 | 京都   | マイルCS           | GI   | 芝1600m（良） | 18    | 8     | 17    | 30.9（12人）    | 15着 | 1:33.8（34.8）    | 01.4 | 松岡正海 | 55kg | トーセンラー           |
| 0000.12.14 | 中京   | 愛知杯             | GIII | 芝2000m（良） | 18    | 5     | 9     | 17.4（06人）    | 09着 | 2:02.7（34.5）    | 00.6 | 松岡正海 | 57kg | フーラブライド         |

## 繁殖成績
|       | 馬名               | 生年   | 性 | 毛色 | 父                 | 馬主                                                             | 厩舎 | 戦績             |
| ----- | ------------------ | ------ | -- | ---- | ------------------ | ---------------------------------------------------------------- | --- | ---------------- |
| 初仔  | ベリータ           | 2015年 | 牝 | 栗毛 | アイルハヴアナザー | （株）サラブレッドクラブ・ラフィアン →新垣拓也                   | 美浦・水野貴広 →西脇・田村彰啓 | 20戦1勝（引退）  |
| 2番仔 | クレーリッチェ     | 2016年 | 牝 | 鹿毛 | キングカメハメハ   | （株）サラブレッドクラブ・ラフィアン →（同）ランニング・クラウド | 美浦・水野貴広 →西脇・坂本和也 | 41戦1勝（引退）  |
| 3番仔 | マイネルシスネロス | 2017年 | 牡 | 鹿毛 | キングカメハメハ   | （株）サラブレッドクラブ・ラフィアン →門別敏郎 →（有）総武開発   | 美浦・水野貴広 →北海道・佐久間雅貴 →園田・高馬元紘 →北海道・佐久間雅貴 →小林・福永敏 →北海道・佐久間雅貴 →小林・福永敏 →北海道・佐久間雅貴 →金沢・高橋優子 | 42戦19勝（現役） |
| 4番仔 | フェアメーゲン     | 2018年 | 牝 | 栗毛 | スクリーンヒーロー | （株）サラブレッドクラブ・ラフィア →北原大史                     | 美浦・水野貴広 →盛岡・飯田弘道 →大井・大宮和也 →浦和・工藤伸輔                                                                                             | 56戦10勝（現役） |
| 5番仔 | マイネルツァーリ   | 2020年 | 牡 | 鹿毛 | ゴールドシップ     | （株）サラブレッドクラブ・ラフィアン →（同）JPN技研              | 美浦・水野貴広 →金沢・菅原欣也 | 7戦0勝（引退）   |

- 2025年4月18日現在

## 血統表
| マイネイサベルの血統          | マイネイサベルの血統                          | マイネイサベルの血統   | （血統表の出典）       | （血統表の出典） |
| 父系                          | ゼダーン系                                    | ゼダーン系             | ゼダーン系             |                  |
| 父 テレグノシス 1999 鹿毛     | 父の父*トニービン Tony Bin 1983 鹿毛          | *カンパラ              | Kalamoun               | Kalamoun         |
| 父 テレグノシス 1999 鹿毛     | 父の父*トニービン Tony Bin 1983 鹿毛          | *カンパラ              | State Pension          |                  |
| 父 テレグノシス 1999 鹿毛     | 父の父*トニービン Tony Bin 1983 鹿毛          | Severn Bridge          | Hornbeam               | Hornbeam         |
| 父 テレグノシス 1999 鹿毛     | 父の父*トニービン Tony Bin 1983 鹿毛          | Severn Bridge          | Priddy Fair            |                  |
| 父 テレグノシス 1999 鹿毛     | 父の母メイクアウイッシュ 1987 栗毛            | *ノーザンテースト      | Northern Dancer        | Northern Dancer  |
| 父 テレグノシス 1999 鹿毛     | 父の母メイクアウイッシュ 1987 栗毛            | *ノーザンテースト      | Lady Rebecca           |                  |
| 父 テレグノシス 1999 鹿毛     | 父の母メイクアウイッシュ 1987 栗毛            | *メツシーナ            | Secretariat            | Secretariat      |
| 父 テレグノシス 1999 鹿毛     | 父の母メイクアウイッシュ 1987 栗毛            | *メツシーナ            | Aphonia                |                  |
| 母 マイネレジーナ 1996 黒鹿毛 | 母の父*サンデーサイレンス Sunday Silence 1996 | Halo                   | Hail to Reason         | Hail to Reason   |
| 母 マイネレジーナ 1996 黒鹿毛 | 母の父*サンデーサイレンス Sunday Silence 1996 | Halo                   | Cosmah                 |                  |
| 母 マイネレジーナ 1996 黒鹿毛 | 母の父*サンデーサイレンス Sunday Silence 1996 | Wishing Well           | Understanding          | Understanding    |
| 母 マイネレジーナ 1996 黒鹿毛 | 母の父*サンデーサイレンス Sunday Silence 1996 | Wishing Well           | Mountain Flower        |                  |
| 母 マイネレジーナ 1996 黒鹿毛 | 母の母フミノスキー 1986 黒鹿毛                | マルゼンスキー         | Nijinsky II            | Nijinsky II      |
| 母 マイネレジーナ 1996 黒鹿毛 | 母の母フミノスキー 1986 黒鹿毛                | マルゼンスキー         | *シル                  |                  |
| 母 マイネレジーナ 1996 黒鹿毛 | 母の母フミノスキー 1986 黒鹿毛                | ベンドユウホウ         | *ダイハード            | *ダイハード      |
| 母 マイネレジーナ 1996 黒鹿毛 | 母の母フミノスキー 1986 黒鹿毛                | ベンドユウホウ         | タイイサミ             |                  |
| 母系(F-No.)                   | プロポンチス系(FN:4-d)                        | プロポンチス系(FN:4-d) | プロポンチス系(FN:4-d) | [ § 2 ]          |
| 5代内の近親交配               | Northern Dancer 4×5                           | Northern Dancer 4×5    | Northern Dancer 4×5    | [ § 3 ]          |
| 出典                          | 1. 2. 3.                                      | 1. 2. 3.               | 1. 2. 3.               | 1. 2. 3.         |

- 母は函館3歳ステークスとクイーンステークスの2着がある。
- 母の半兄ガンガディーン（父アンバーシャダイ）は報知オールスターカップ、東京記念の勝ち馬。
- 母の半弟にラジオたんぱ杯2歳ステークス、中京記念を勝ち、菊花賞3着のメガスターダム（父：ニホンピロウィナー）。
- 4代母のタイイサミの直子にオークス2着のタイアオバがいる
- 近親にジャパンカップ馬レガシーワールドがいる。
- 8代母パシフイツク（競走馬名クヰンフロラー）は1926年帝室御賞典勝ち馬。さらに牝系を遡ると、小岩井農場の基礎輸入牝馬の一頭であるプロポンチスにたどり着く。